# الهضبة الغربية

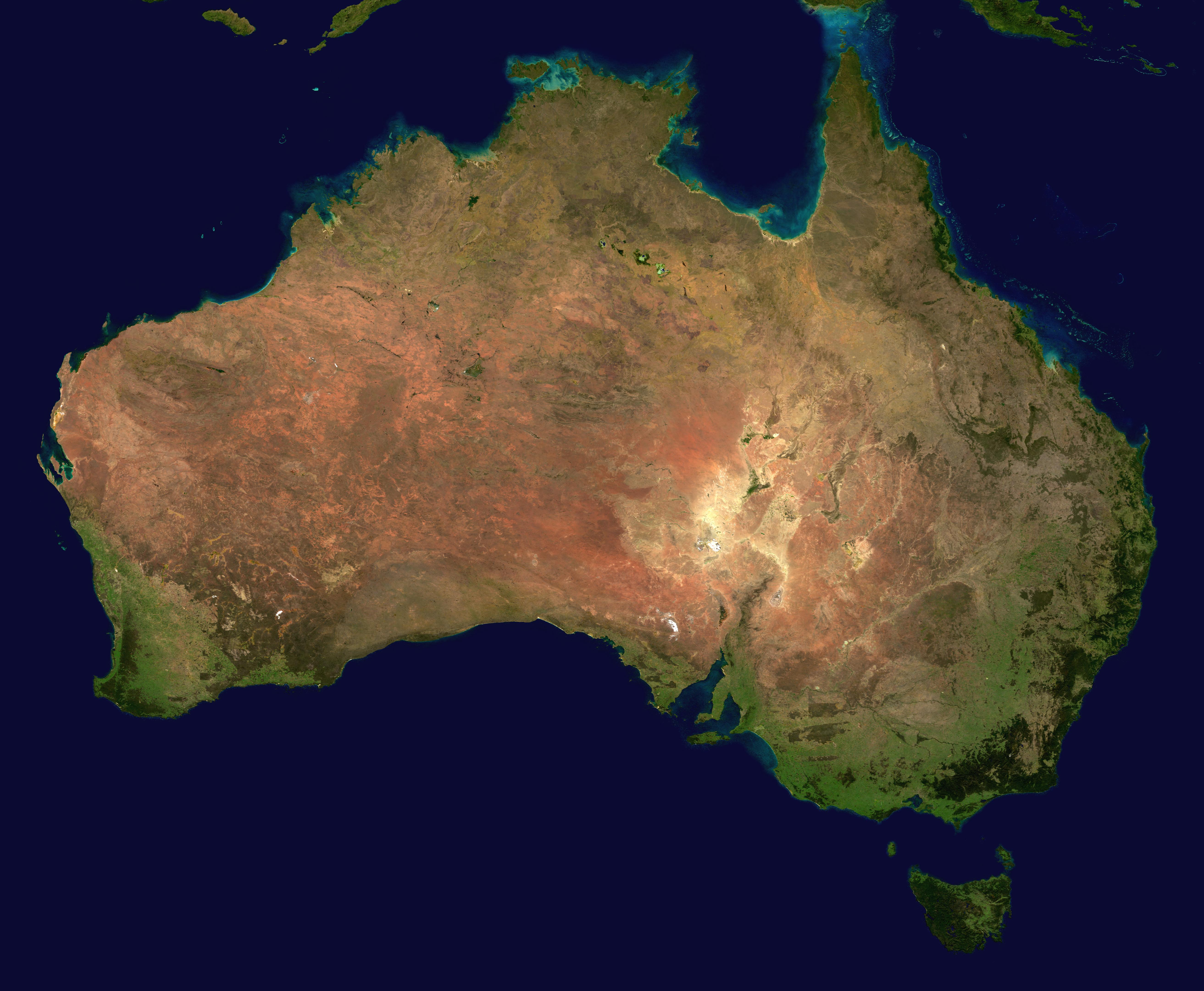

تُعد الهضبة الغربية، (بالإنجليزية: Western Plateau)‏، أكبر قطاع صرف في أستراليا، وتتكون غالبًا من بقايا درع (جيولوجيا) صخري قديم في غندوانا.
تُمثّل الهضبة ثلث مساحة القارة' 2,700,000 كيلو متر مربع، من الأراضي القاحلة، متضمنةً أجزاء كبيرة من أستراليا الغربية، وجنوب أستراليا، وأيضًا من الإقليم الشمالي. فعلى سبيل المقارنة، تبلغ مساحتها أربعة أضعاف مساحة ولاية تكساس أو نفس مساحة أوروبا القارية بأكملها من بولندا في الشرق إلى البرتغال. وتُعتبر أكبر قطاع للصرف في أستراليا.
نادرًا ما تهطل الأمطار في هذا الإقليم بالإضافة إلى وجود حفنةٍ من الثقوب المائية الدائمة، كما تغيب المياه السطحية في جميع الأوقات عن هذا الإقليم باستثناء وجودها بعد هطول أمطارٍ غزيرة. تُعد هذه المنطقة مساحةً مسطحةً رمليةً أو صحراء حجرية بالإضافة إلى وجود تغطيةٍ متناثرةٍ من أشجارٍ منخفضة أو كتلٍ من الأعشاب النامية لها. يختلف متوسط سقوط الأمطار من منطقةٍ إلى أخرى حيث يبلغ تقريبًا من 100 إلى 350 مليمترًا كل عام (بين 4 و14 بوصة) ولكن لا يُمكن التنبؤ به إلى حدٍ كبير.
لا توجد مجار مائية دائمة في هذا الإقليم. الاتجاه العام في هذا الإقليم يتمثل في جريان المياه داخليًا، ولكن لا توجد أمطار كافية لإنتاج أي نموذج واضح للصرف.